# آب‌انبار بش
آب‌انبار بَش، آب‌انباری است مربوط به دوره قاجار که در روستای بیدسکان از توابع دهستان باغستان بخش مرکزی شهرستان فردوس واقع شده‌است. این اثر در تاریخ ۶ اسفند ۱۳۸۵ با شمارهٔ ثبت ۱۷۴۲۶ به‌عنوان یکی از آثار ملی ایران به ثبت رسیده است.